# Aleksiej Niemkow
Aleksiej Władimirowicz Niemkow (ros. Алексей Владимирович Немков, ur. 30 marca 1919 w Dżankoju, zm. 29 marca 1972 tamże) – radziecki wojskowy, kapitan, Bohater Związku Radzieckiego (1945).

## Życiorys
Urodził się w rosyjskiej rodzinie robotniczej. Skończył 8 klas, pracował jako technik, a od 1938 pomocnik sekretarza rejonowego komitetu partyjnego, w 1939 został przyjęty do WKP(b). Od października 1939 służył w Armii Czerwonej, w listopadzie 1941 został zastępcą politruka kompanii w moskiewskiej wojskowo-technicznej szkole NKWD im. Mienżyńskiego. Od końca 1941 jako politruk kompanii brał udział w obronie Moskwy, był kontuzjowany. Później został ewakuowany na wschód, do Nowosybirska, od kwietnia do listopada 1942 był politrukiem kompanii 19 Brygady Wojsk Wewnętrznych NKWD w Barnaule. W listopadzie 1942 został politrukiem kompanii formowanej w Nowosybirsku Syberyjskiej Dywizji Piechoty Wojsk NKWD, wraz z którą w lutym 1943 został skierowany na front. W marcu 1943 został ranny, po wyleczeniu uczył się na kursach dowódców kompanii Frontu Centralnego. Od stycznia 1944 walczył w składzie 118 gwardyjskiego pułku piechoty 37 Gwardyjskiej Dywizji Piechoty jako dowódca kompanii, w lutym 1945 został zastępcą dowódcy batalionu w tym pułku. W kwietniu 1945 jako zastępca dowódcy batalionu 118 gwardyjskiego pułku piechoty 37 Gwardyjskiej Dywizji Piechoty 65 Armii 2 Frontu Białoruskiego w stopniu kapitana brał udział w walkach o Kołbaskowo k. Szczecina. Przez cztery dni (od 20 do 24 kwietnia 1945) walczył na przyczółku, został ranny, jednak nie opuścił pola walki. Po wojnie został zwolniony do rezerwy. Pracował jako szef sztabu obrony cywilnej w Dżankoju, wielokrotnie spotykał się z młodzieżą m.in. w szkołach, sowchozach i przedsiębiorstwach, opowiadając o wojnie.

## Odznaczenia
- Złota Gwiazda Bohatera Związku Radzieckiego (29 czerwca 1945)
- Order Lenina (29 czerwca 1945)
- Order Czerwonego Sztandaru (24 października 1944)
- Order Bohdana Chmielnickiego III klasy (16 maja 1945)
- Order Czerwonej Gwiazdy (23 października 1944)
- Medal za Warszawę 1939–1945 (Polska Ludowa)
- Medal Zwycięstwa i Wolności 1945 (Polska Ludowa)

I inne.